# Whipsnade
Whipsnade è un paese di 457 abitanti della contea del Bedfordshire, in Inghilterra.